# Облакулов, Хазрат
Хазрат Облокулов (узб. Xazrat Obloqulov; род. 1928 году, Село Тодон, Гиждуванского район, Узбекская ССР, СССР) — земледелец, Герой Узбекистана с 2000 года.

## Биография
Хазрат Облокулов родился в 1928 году в селе Тодон. Заслуженный работник сельского хозяйства Узбекистана в 1998 году . Трудовую деятельность начал во время Великой Отечественной войны членом колхоза села Тодон . С 1960 года он возглавляет хлопковую бригаду колхоза имени С. Айни, того же района, а с 1999 года — работал генеральным подрядчиком. Члены команды во главе с Облокуловым использовали новые агротехнологии в выращивании хлопка, добились высоких урожаев и регулярно увеличивали контрактные планы.

## Достижения
Награждён званием «Ozbekiston qahramoni».